# アルベルト・モラヴィア
アルベルト・モラヴィア（Alberto Moravia、1907年11月28日 - 1990年9月26日）は、イタリアの小説家、評論家。ネオレアリズモの代表的存在。多くの作品が日本語訳されている。

## 経歴
本名：アルベルト・ピンケルレ（Alberto Pincherle）としてローマに生まれる。父カルロはユダヤ人で建築家。母ジーナはアンコーナ出身だが祖先はダルマチア出身。モラヴィアという筆名は、父方の祖母の旧姓に由来する。
7歳のときカリエスを病んだために小学校を中退し、3年間にわたる自宅療養と2年間にわたるコルティーナ・ダンペッツォでのサナトリウム生活を余儀なくされる。病床でドストエフスキーに読み耽ったことから小説を書き始め、1925年、退院の年から処女長篇『無関心な人びと』Gli Indifferenti を執筆。1927年からは『900』誌に短篇を発表し始めた。
1929年に自費出版した『無関心な人びと』がイタリアの読書界に大きな反響を呼ぶ。以後、La Stampa やLa Gazzetta del Popolo などの新聞で活躍。1941年に作家のエルサ・モランテと結婚。
第二次世界大戦中はムッソリーニ政権から作品を禁書に指定され、新聞への執筆を禁じられるなどの弾圧を受け、抗議の意味でPseudo（"偽名"を意味する）という変名により執筆を続ける。
戦後はIl Mondo やIl Corriere della Sera などの一流紙で活躍。1952年、短篇集I racconti によりストレーガ賞を受ける。
1962年にエルサ・モランテと別れ、29歳下の作家ダーチャ・マライーニと同棲。この頃モスクワを訪れ、パキスタンの詩人ファイズ・アハマド・ファイズと出会っている。1967年に中国と韓国と日本を訪問。1984年、イタリア共産党から欧州議会の選挙に立候補して当選。1985年、45歳下のカルメン・イェラと結婚。
80歳を過ぎても現役の作家として旺盛な執筆活動を続けたが、1990年、ローマの自宅で入浴中に急死。没後にインタビュー形式の回想記Vita di Moravia（アラン・エルカンと共著『モラヴィア自伝』河出書房新社）が公刊された。
代表作に長編では『軽蔑』、『倦怠』、『1934年』、『ローマ物語』などがある。短編集も多く訳されており、大久保昭男、河島英昭、千種堅らが訳・紹介している。

## 小説
- 無関心な人々 Gli indifferenti (1929)

無関心な人びと　河島英昭訳 弘文堂 1966　のち岩波文庫（上下）
無関心な人びと　大久保昭男訳 早川書房 1966　のち角川文庫
無関心な人びと　米川良夫訳 「新集世界の文学 46 ガッダ　モラヴィア」中央公論社 1970
無関心な人びと　千種堅訳 ハヤカワ文庫 1983
- 潰えた野心 Le ambizioni sbagliate (1935)

大久保昭男訳 角川文庫 1971
千種堅訳 ハヤカワ文庫 1984
- 仮装舞踏会 La mascherata (1941)

大久保昭男訳 早川書房 1966
千種堅訳 ハヤカワ文庫 1985
- ローマの女 La romana (1947)

清水三郎治訳 文藝春秋新社 1951
大久保昭男訳 角川文庫　1971
- 孤独な青年 Il conformista (1951)[3]

大久保昭男訳 早川書房 1966　のち角川文庫
千種堅訳 ハヤカワ文庫 1984
- ローマ物語 Racconti romani (1954)

ローマの物語 米川良夫訳 白水社 1967
ローマ物語 河島英昭訳 集英社文庫　1980
- 軽蔑 Il disprezzo (1954)[4]

軽蔑　大久保昭男訳 至誠堂 1964　のち角川文庫、河出書房新社 世界文学全集
侮蔑　池田廉訳 「世界文学全集 20世紀の文学 第33 パヴェーゼ ブッツァーティ モラーヴィア」集英社 1966
- 二人の女 La ciociara (1957)

大久保昭男訳 集英社 1967　のち文庫
- 倦怠 La noia (1960)[5]

河盛好蔵訳 河出書房新社「人間の文学」1965
河盛好蔵・脇功訳 河出書房新社 1980、河出文庫 新版2000
- ロボット L'automa (1962)

米川良夫訳 白水社 1975
- 関心 -アテンツィオーネ  L'attenzione (1965)

河島英昭訳 新潮社 1968
- パラダイス Il paradiso (1970)

大久保昭男訳 角川書店 1972
- わたしとあいつ Io e lui (1971)

大久保昭男訳 講談社 1972
- 深層生活 La vita interiore (1978)

千種堅訳 早川書房 1979　のち文庫
- 1934年 1934 (1982)

千種堅訳 早川書房 1982　のち文庫　
- 黒マントの女 La cosa e altri racconti (1983)

千種堅訳 集英社 1985　のち文庫
- 視る男 L'uomo che guarda (1985)

千種堅訳 早川書房 1986
- ローマへの旅 Il viaggio a Roma (1988)

米川良夫訳 文藝春秋 1994
- 金曜日の別荘 La villa del venerdì e altri racconti (1990)

大久保昭男訳 文藝春秋 1992
- 豹女 La donna leopardo (1991)

大久保昭男訳 草思社 1995
- 『めざめ』奥野拓哉訳 文藝春秋新社 1951
- 『誘惑』上原和夫訳 文藝春秋新社 1951
- 『誘惑者』大久保昭男訳 角川文庫　1973
- 『疲れた娼婦/苦い蜜月(米川良夫訳) 　海へかえる(菅野昭正訳) 』世界文学全集「20世紀の文学 第33 パヴェーゼ　ブッツァーティ　モラーヴィア」集英社 1966、のち新版
- 『仮面の人びと』大久保昭男訳 角川文庫　1970
- 『夫婦の愛』大久保昭男訳 角川文庫　1970
- 『ふたりの若者』大久保昭男訳 角川文庫　1970
- 『モラヴィア初期作品集』学芸書林　1971

1 誘惑者 / 大久保昭男訳
2 メキシコ女 / 千種堅訳
3 不幸な恋人 / 米川良夫訳
- 『海辺のあいびき モラヴィア短篇集1』大久保昭男訳 角川文庫　1976
- 『ぼくの世界 モラヴィア短篇集 2』大久保昭男訳 角川文庫　1977
- 『病んだ冬・冬の憂鬱・不幸な恋人・ドン・ジョヴァンニの一夜 米川良夫訳』「世界文学全集 30 モラヴィア」学習研究社 1979
- 『眠くて死にそうな勇敢な消防士 モラヴィア動物寓話集』千種堅訳 早川書房 1984
- 『海へ帰る 短篇集2』千種堅訳 ハヤカワ文庫 1985
- 『苦い蜜月 短篇集1』千種堅訳 ハヤカワ文庫 1985
- 『薔薇とハナムグリ シュルレアリスム・風刺短篇集』関口英子訳 光文社古典新訳文庫 2015
- 『同調者』関口英子訳 光文社古典新訳文庫 2023

### 評論・自伝など
- 『目的としての人間』大久保昭男訳 講談社 1967
- 『わたしの中国観 文革中国を旅して』河島英昭訳 サイマル出版会 1971
- 『モラヴィア 不機嫌な作家』大久保昭男訳 合同出版 1980
- 『王様は裸だ　モラヴィアは語る』大久保昭男訳 河出書房新社 1981
- 『女性諸君!』千種堅訳 早川書房 1981　のち文庫
- 『いやいやながらの"参加"』大久保昭男訳 三省堂 1984
- 『アフリカ散歩』千種堅訳 早川書房 1988
- 『モラヴィア自伝』聞き手アラン・エルカン、大久保昭男訳 河出書房新社 1992